# Antonio Villalba
Antonio Villalba war ein uruguayischer Politiker.
Villalba hatte als Repräsentant des Departamento Colonia in der 11. Legislaturperiode im Zeitraum vom 15. Februar 1873 bis zum 19. Januar 1875 ein Titularmandat in der Cámara de Representantes inne. 1874 wird über zwei gemeinsame Projekte/Gesetzesinitiativen der Abgeordneten Villaba und Alejandro Chucarro junior berichtet, die die „Comisiones Auxiliares de las Juntas“ und die Regierungsorganisation auf lokaler Ebene betrafen.